# Monterotondo
Monterotondo – miejscowość i gmina we Włoszech, w regionie Lacjum, w prowincji Rzym.
Według danych na rok 2004 gminę zamieszkiwało 34 095 osób, 852,4 os./km².